# Zygomelon zodion
Zygomelon zodion är en snäckart som beskrevs av Harasewych och B.A. Marshall 1995. Zygomelon zodion ingår i släktet Zygomelon och familjen Volutidae. Inga underarter finns listade i Catalogue of Life.